# Гомилица
Гомилица (словен. Gomilica, мађ. Lendvaszentjózsef) је насељено место у општини Турнишче, Помурска регија, Словенија .

## Историја
До територијалне реорганизације у Словенији била је у саставу старе општине Лендава.

## Становништво
У попису становништва из 2011. године, Гомилица је имала 673 становника.
| Број становника према пописима | Број становника према пописима | Број становника према пописима |
| ------------------------------ | ------------------------------ | ------------------------------ |
| 1991                           | 2002                           | 2011                           |
| 722                            | 662                            | 673                            |